# Драговитийска епархия (Римокатолическа църква)
 Тази статия е за историческата и титулярната римокатолическа епархия.  За православната вижте Драговитийска епархия.  
Драговитийската епархия (на латински: Dioecesis Dragobitiensis, Dragonensis, Trachonensis) е титулярна епископия на Римокатолическата църква. Епархията носи името на славянското племе драговити, живели западно от Солун и е подчинена на Солунската архиепископия. Епархията е установена в 1933 година.
Заедно с титулярната българска Драговитийска епископия епархията е наследник на историческата православна епархия, съществувала в ΧI век, чийто епископ Петър участва в Константинополския църковен събор в 879 година.
Титулярни епископи
| Име                                 | Име                                    | Управление                         | Забележка              | Години                             |
| ----------------------------------- | -------------------------------------- | ---------------------------------- | ---------------------- | ---------------------------------- |
| Антонио Весполи                     | Antonius Vespoli                       | 5 май 1599 – 1602                  |                        | ? – 1602                           |
| Гаспаре Кардозо                     | Gaspare Cardoso                        | 7 април 1603 - 19 юни 1906         | в епископ на Потенца   | 7 април 1603 – 1615                |
| Грегорио ди Санта Кроче             | Gregorio di Santa Croce                | 12 юни 1606 - март 1610            | в епископ на Джовинацо | 12 юни 1606 – 1611                 |
| Хуан Естрелич                       | Juan Estelrich                         | 17 май 1610 - 14 ноември 1622      | в епископ на Хака      | ? – 10 май 1626                    |
| Камило Пиаца                        | Camillo Piazza                         | 10 ноември 1659 – 11 октомври 1690 |                        | 1612 – 11 октомври 1690            |
| Йохан Вернер Шнац                   | Johann Werner Schnatz                  | 16 ноември 1705 – 23 юли 1723      |                        | 27 декември 1660 – 23 юли 1723     |
| Ернст Амадеус Томас фон Атемс       | Ermest Amadeus Thomas von Attems       | 2 декември 1735 - 17 декември 1742 | в епископ на Любляна   | 21 декември 1694 – 5 декември 1757 |
| Йохан Каспар фон Волкенщайн-Роденек | Johann Kaspar von Wolkenstein-Rodeneck | 15 юли 1743 – 12 април 1744        |                        | 3 януари 1705 – 12 април 1744      |
| Фридрих фон Пфучнер                 | Fridericus von Pfutschner              | 15 декември 1755 – 6 юни 1769      |                        | 3 юли 1705 – 6 юни 1769            |
| Уилям Уолтън                        | William Walton                         | 18 юли 1770 – 26 февруари 1780     |                        | 9 декември 1716 – 26 февруари 1780 |
| Томас Скалан                        | Thomas Scallan                         | 20 март 1815 – 7 юни 1830          |                        | 1765 – 7 юни 1830                  |
| Джон Бригс                          | John Briggs                            | 22 януари 1833 - 29 септември 1850 | в епископ на Бевърли   | 20 май 1788 – 4 януари 1861        |